# Niccolò Ghedini
Niccolò Ghedini (Padova, 22 dicembre 1959 – Milano, 17 agosto 2022) è stato un avvocato e politico italiano, noto soprattutto per essere stato per molti anni l’avvocato personale di Silvio Berlusconi.

## Biografia

### Studi e carriera forense
Figlio di Giuseppe Ghedini, noto penalista padovano, ha iniziato a studiare giurisprudenza all'Università degli Studi di Padova, ma dopo alcune difficoltà si è trasferito all'Università degli Studi di Ferrara, dove ha conseguito la laurea. Ha iniziato la carriera nello studio legale del padre Giuseppe, che dopo la morte di lui era condotto dalle sorelle maggiori Nicoletta e Ippolita. Con l'ingresso nello studio dell'avvocato Piero Longo, si avviò alla professione in ambito penale, partecipando negli anni '80 alla difesa di Marco Furlan, uno dei due membri, insieme a Wolfgang Abel, della coppia responsabile di una serie di omicidi, che si firmavano collettivamente come Ludwig.

### Attività politica
Ha cominciato a fare politica negli anni '70 nel Fronte della Gioventù, l'organizzazione giovanile del Movimento Sociale Italiano, passando poi al Partito Liberale Italiano. Segretario dell'Unione delle Camere Penali Italiane a metà degli anni '90, nella seconda giunta presieduta da Gaetano Pecorella e nella prima presieduta da Giuseppe Frigo, si avvicinò a Forza Italia e a Silvio Berlusconi, di cui divenne avvocato personale.
Nel 2001 è stato eletto alla Camera dei deputati nelle file di Forza Italia nel collegio uninominale di Este, nel 2006 è stato eletto al Senato, nel 2008 alla Camera e nel 2013 al Senato. Dal 2005 ricopre l'incarico di coordinatore regionale di Forza Italia in Veneto. Con la sua attività parlamentare si è attirato le dure critiche dell'opposizione, del mondo intellettuale e di parte della magistratura.
Hanno suscitato polemiche alcune dichiarazioni di Ghedini in difesa di Silvio Berlusconi, come quella in cui l'avvocato padovano sostiene che la legge non si applica necessariamente allo stesso modo per tutti i cittadini (in occasione del dibattito sulla costituzionalità del Lodo Alfano, che avrebbe garantito la sospensione dei processi penali - ferme restando le fasi precedenti il rinvio a giudizio e le indagini improcrastinabili - alle quattro più alte cariche dello Stato) e quella in cui, in relazione ai rapporti intrattenuti dal suo assistito con le escort a Palazzo Grazioli e Villa Certosa, ha coniato l'espressione «utilizzatore finale e quindi mai penalmente punibile», per argomentare l'esclusione di perseguibilità giudiziaria di Berlusconi nelle inchieste e nei procedimenti a suo carico.
Il 16 novembre 2013, con la sospensione delle attività del Popolo della Libertà, aderisce a Forza Italia.
Il 24 marzo 2014 diventa membro del comitato di presidenza di Forza Italia.
Nel giugno del 2016 Berlusconi, in convalescenza per un'operazione al cuore, gli lascia in mano le chiavi del partito, affiancato da Gianni Letta.
A gennaio del 2018, insieme a Sestino Giacomoni e Antonio Tajani, si occupa di vagliare le candidature in vista delle elezioni politiche; Ghedini stesso verrà rieletto senatore.

### Malattia e decesso
Muore il 17 agosto 2022 a 62 anni, a causa di una grave forma di leucemia, per la quale era ricoverato all'ospedale San Raffaele di Milano. I funerali si tengono il 20 agosto 2022 nella chiesa di Santa Maria Immacolata a Santa Maria di Sala.

## Controversie
Secondo il sito OpenParlamento, che supervisiona le attività di deputati e senatori, al 20 marzo 2018 Ghedini aveva un tasso di assenteismo pari al 99,28%. Ciò significa che, su un totale di 19102 votazioni, egli aveva preso parte a 138 di esse, risultando assente a 18964 votazioni, divenendo così il senatore più assenteista della XVII legislatura.
Fu indagato per concorso in corruzione in atti giudiziari nel processo Ruby Ter, che vide coinvolte le ragazze frequentanti la casa del suo assistito Silvio Berlusconi ad Arcore e che avrebbero testimoniato a favore di quest'ultimo in cambio di denaro. Il 30 giugno 2015 la sua posizione, quella del collega Piero Longo e di altre undici persone furono stralciate in attesa dell'archiviazione, richiesta dai PM il 24 luglio seguente, e accolta dal GIP il 6 novembre seguente per mancanza di prove.